# Миола, Камилло
Камилло Миола (итал. Camillo Miola; 14 сентября 1840, Неаполь — 4 мая 1919, там же) — итальянский художник.

## Биография
Уроженец Неаполя. В возрасте 21 года поступил в местную академию художеств, где учился у Доменико Морелли одновременно с Джузеппе Боскетто. В 1867 году Миола совершил путешествие в Париж для завершения своего образования.
Главной темой творчества Миолы с самого начала стали исторические сцены на античный сюжет, несколько напоминающие работы Семирадского и Альма-Тадемы. Миола создавал свои работы с опорой на передовые на тот момент знания о внешнем виде античных одеяний и построек, в частности, на материалы раскопок Геркуланума и Помпей. В то время, как многие другие художники наполняли картины на античный сюжет собственным эстетическим видением событий, порой весьма далёким от истории, Миола стремился, в первую очередь, к историчности своих живописных работ.
При жизни художника его картины пользовались значительной популярностью. Миола регулярно выставлял их в Неаполе, Риме и Париже, а среди его заказчиков числились представители аристократии. Миолу, по всей видимости, не слишком привлекала церковная живопись, тем не менее иногда он занимался и ею, например, написал изображение пророка Ильи для собора Альтамуры, южная Италия. В Неаполе Миола также участвовал в организации и оформлении театральных представлений и праздничных торжеств.
В 1883 году художник совершил путешествие в Египет, а затем плавал по Средиземному морю на собственной яхте князя Сириньяно, создав в путешествии несколько пейзажей. Компанию ему, помимо князя, составили художники Франческо Нетти и Эдуардо Дальбоно.
Помимо всего прочего, Миола активно занимался преподаванием. Он был профессором Неаполитанской академии художеств, которую сам окончил, преподавал живопись в местной школе для девочек, а кроме того, читал лекции по истории искусства и публиковал в местных газетах художественную критику (под псевдонимом Biacca).
Миола скончался в родном городе в глубокой старости всесторонне и полностью реализовавшимся человеком, однако дальнейшее изменение общественных вкусов временно отодвинуло его творчество в глазах потомков на задний план.

## Галерея
- Смерть Виргинии, 1882, Музей Каподимонте, Неаполь
- Гораций на вилле, 1877, Музей Каподимонте.
- Оракул. Музей Гетти.
- Актёры античности репетируют комедию Плавта
- Пехотинцы
- Антиквар